# Psachara
Psachara nebo Kolchida (abchazsky Ԥсахара, rusky Псахара nebo Колхида, gruzínsky კოლხიდა – Kolchida) je vesnice v Abcházii v okrese Gagra. Těsně přiléhá severozápadním směrem k okresnímu městu Gagra. Leží na úpatí a na jihozápadním svahu Gagrského hřbetu, zhruba kilometr východně od pobřeží Černého moře. Obec sousedí na západě, severozápadě a severu s Gagrou, na východě s Bzybem a na jihu s obcí Alachadzy. Obcí vede železnice a hlavní silnice spojující Rusko se Suchumi.

## Vesnický okrsek Psachara
Psachara je vesnické správní centrum s oficiálním názvem Vesnický okrsek Psachara (rusky Псахарская администрация, abchazsky Ԥсахара ақыҭа ахадара). Za časů Sovětského svazu se okrsek jmenoval Kolchidský selsovět (Колхидский сельсовет), později byla Kolchida sídlem městského typu. Součástí vesnického okrsku Psachara jsou následující části:
- Psachara (Ԥсахара)

Vesnický okrsek Psachara

- Adzapš (Аӡаԥшь) – na začátku 20. století rusky Otradnoje (Отрадное, ოტრადნოე), od 1948 do 1992 gruzínsky Sicharuli
- Ahuhšvara (Аҳәыҳәшәара) – do 1955 rusky Gruzinskoje Uščelje (Грузинское Ущелье), od 1955 do 1992 gruzínsky Sakartvelos Cheoba (საქართველოს ხეობა)
- Ačypsta (Аҿыԥсҭа) – na začátku 20. století rusky Alpijskoje (Альпийское), od 1948 do 1955 gruzínsky Alpuri (ალპური), od 1955 do 1992 opět Alpijskoje (ალპიისკოე)
- Cangvara / Cangura (Цангәара / Цангура) – na začátku 20. století rusky Armjanskoje Uščelje (Армянское Ущелье), od 1948 do 1992 gruzínsky Zemo Chevi (ზემო ხევი)
- Gagrapsta (Гаграԥсҭа) – gruzínsky გაგრაფსტა

## Historie
První zmínka o této obci pochází až z 20. století, ačkoliv zde bylo odkryto několik nálezů z paleolitu a také pravěká zbraň z období neolitu, svědčící o někdejším alespoň dočasném osídlení. V 19. století byla na území současné obce Psachara vybudována ruská pevnost, pojmenovaná Kolchida. Ve 20. letech 20. století v jejím okolí začala výstavba nové vesnice, nazvané též Kolchida, kde žilo obyvatelstvo převážně arménského původu. Administrativně původně spadala pod obec Alachadzy, avšak v roce 1930, kdy docházelo ke kolektivizaci, se Kolchida osamostatnila a byly do ní začleněny okolní vesničky v tehdejších názvech: Horní Kolchida (კოლხიდა ზემო), Dolní Kolchida (კოლხიდა ქვემო), Šadrevani/Fontani (შადრევანი/ფონტანი) a Chevi/Uščelije (ხევი/უშჩელიე). Dle pamětníků tehdy pod obec spadala i osada Adzapš a už tehdy existoval i název Psachara.
V 50. letech byla Kolchida, stále rozdělena na Horní a Dolní Kolchidu, s okolními obcemi byla sjednocena do Kolchidského selsovětu, kde žilo až 8016 obyvatel převážně arménské a gruzínské národnosti. Později v roce 1982 se z kolchidy stalo sídlo městského typu. V sovětské éře se v Kolchidě pěstovaly hlavně citrusy a zahradní rostliny. Bylo zde vystavěno kulturní centrum, gruzínská střední škola a zdravotní středisko.
Obec byla během války v Abcházii roku 1992 separatisty přejmenována na dnešní Psachara. Byl jí odňat statut sídla městského typu a navrácen statut obecního centra. Název Kolchida je nadále užíván gruzínskými úřady, které považují Abcházii za své území, a gruzínskými úřady je Psachaře i nadále uznáván statut sídla městského typu (gruz. დაბა, Daba). Většina gruzínského obyvatelstva za války z domovů uprchla.

## Obyvatelstvo
Dle nejnovějšího sčítání lidu z roku 2011 je počet obyvatel vesnického okrsku 2492 a jejich etnické složení je následovné:
- 1486 Arménů (59,6 %)
- 727 Abchazů (29,2 %)
- 170 Rusů (6,8% %)
- 56 Pontských Řeků (2,2 %)
- 53 příslušníků ostatních národností (1,9 %)

V roce 1989, před válkou v Abcházii žilo v sídle městského typu Kolchidě 3102 obyvatel a v celém Kolchidském selsovětu 5362 obyvatel.
V roce 1959 žilo v tomto selsovětu 8019 obyvatel.